# أنطونيو أهومادا
أنطونيو أهومادا هو مبارز بالسيف كولومبي، مثّل بلاده في الألعاب الأولمبية الصيفية 1948.

## روابط خارجية
أنطونيو أهومادا على موقع أوليمبيديا (الإنجليزية)